# Alto de La Farrapona
L'Alto de La Farrapona est un col de la Cordillère Cantabrique situé à la limite des régions des Asturies et de Castille-et-León (Nord-Ouest de l'Espagne).

## Caractéristiques
- Altitude : 1 708 m
- Versant nord-ouest par Veigas et Saliencia : 16,9 km à 5,9 %
- Versant sud-est par San Emiliano : 15,1 km à 4 %

## Situation géographique

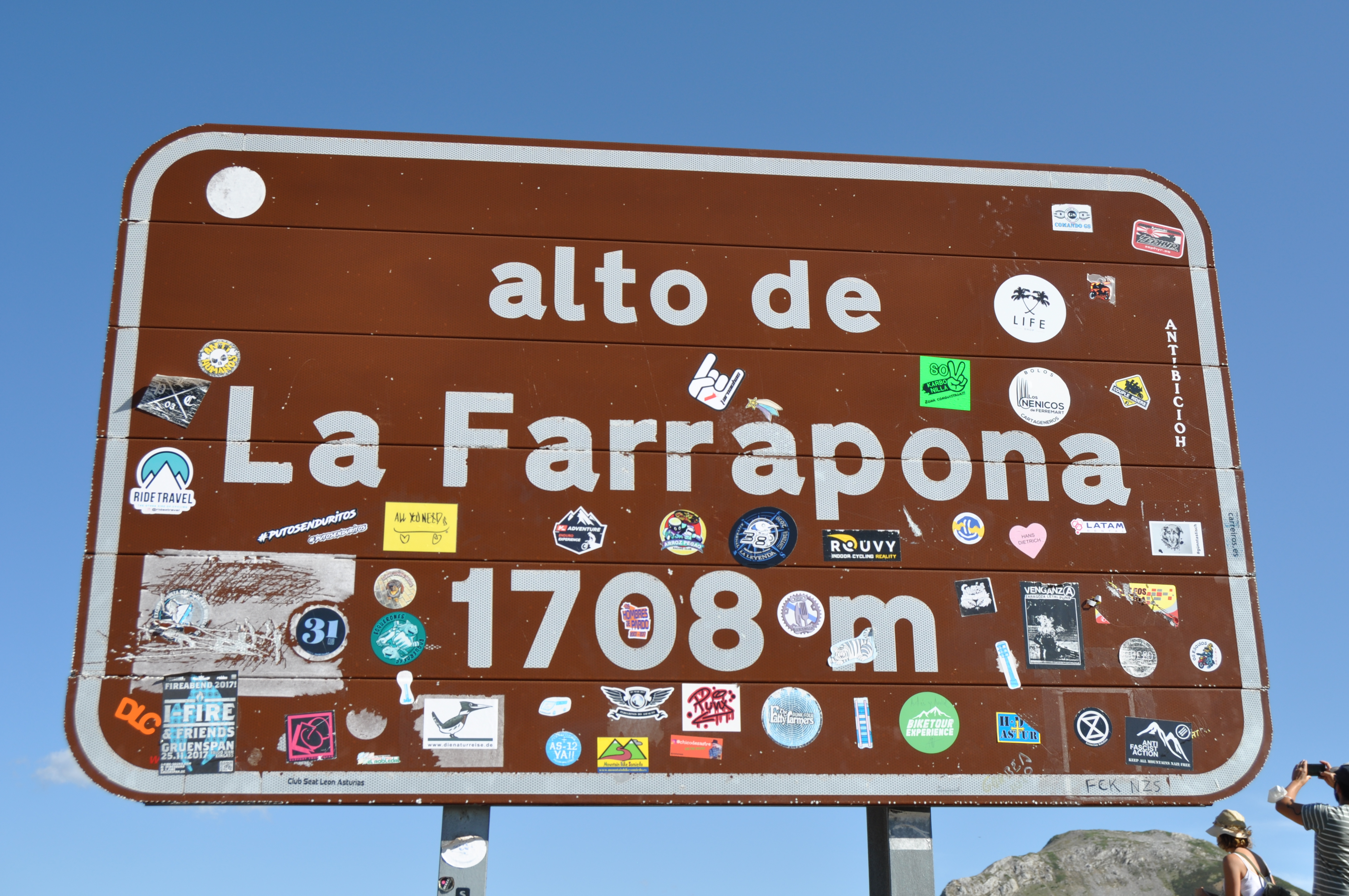
Plaque au sommet

Le col de La Ferrapona est situé entre le parc naturel de Somiedo et celui de Babia y Luna, dans une zone de grande richesse écologique.
Au sommet de l'Alto de Farrapona, on peut voir les Lagos de Saliencia (lacs de Saliencia). Les lacs de Saliencia sont un ensemble de quatre lacs, appelés distinctement Lago del Valle, Lago Cerveriz, Lago de la Cueva et Lago Calabazosa. Ce dernier est le lac le plus profond des Asturies. À 500 mètres à l'ouest de l'Alto de La Ferrapona, se trouve le point de vue circulaire du mirador de Ferrapona.

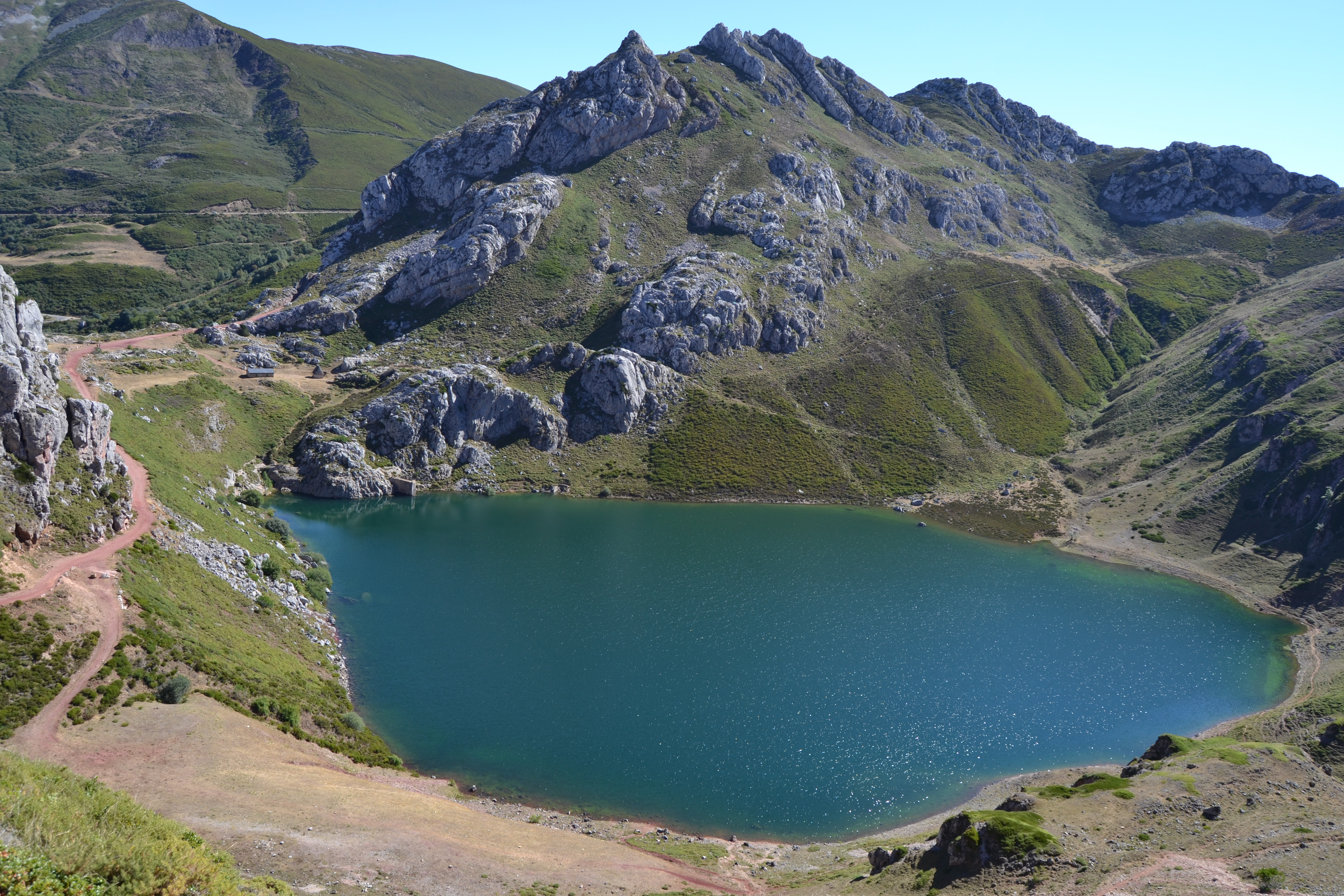
Lago de la Cueva

## Arrivées duTour d'Espagne
| Année | Étape | Categoríe | Départ                     | Vainqueur d'étape | Leader de la course |
| ----- | ----- | --------- | -------------------------- | ----------------- | ------------------- |
| 2011  | 14    | 1re       | Astorga                    | Rein Taaramäe     | Bradley Wiggins     |
| 2014  | 16    | 1re       | San Martín del Rey Aurelio | Alberto Contador  | Alberto Contador    |
| 2020  | 11    | 1re       | Villaviciosa               | David Gaudu       | Primož Roglič       |
| 2025  | 14    | 1re       | Avilés                     |                   |                     |